# Argidia aganippe
Argidia aganippe là một loài bướm đêm trong họ Noctuidae.